# Szigeti Ottó
Szigeti Ottó (születési neve Schmied Ottó) (Csobánka, 1911. december 22. – Budapest, 1976. április 5.) magyar teniszező, 11-szeres magyar bajnok, a Roland Garros kétszeres elődöntőse (1938, 1939), Ausztria bajnoka (1937), Németország bajnoka (1938), 1937–1942 között 16-szoros magyar válogatott, szövetségi kapitány, edző.

## Élete és sportpályafutása
Édesapja a margitszigeti MAC-pálya gondnoka, bátyja pedig teniszedző volt, így ő sem kerülhette el a sportágat. Labdaszedőből tizenhét éves korára úgynevezett kisedző lett, munkát vállalt Szlovákiában, majd 1934-ben Marseille-ben is dolgozott. 1930–1937 között a Magyar Athletikai Club (MAC), 1938–1947 között az Újpesti Torna Egylet (UTE) versenyzője volt.
A második világháború alatt hadifogságban is volt, de folytatta a teniszezést, egészen 1948-as visszavonulásáig. Akkor felkérték a szövetségi kapitányi posztra. Edzői munkáját, melynek állomásai a Vasas SC, a Gyárépítők és a Budapesti Spartacus voltak, 1972-ig folytatta. 1976-ban szívroham következtében hunyt el.
Bár mackós termete miatt mozgása, lábmunkája nem volt tökéletes, a technikája kiemelkedő játékossá tette.

## Versenyzői pályafutása
„Kisedzőként” versenyeken is indult, nem is eredménytelenül: az 1932-es hivatásos világbajnokságon, Berlinben bejutott a negyeddöntőbe. 1934-ben a magyar bajnokság döntőjében Gábori Emiltől szenvedett vereséget.
1935-ben kérelmezte az amatőr státuszt, ekkor vette fel a Szigeti nevet. Ugyanebben az évben nyerte meg először egyesben a magyar bajnokságot. Címét 1936-ban megvédte, majd még 1938-ban és utoljára 1947-ben ismét ő lett a bajnok. Párosban is négy bajnoki címet szerzett: 1936-ban Pető Bélával, 1938-ban Aschner Kálmánnal, 1945-ben Gábori Emillel, 1946-ban Asbóth Józseffel párban.  1943-ban a magyar bajnokságon, valamint az 1943-as és 1944-es magyar nemzetközi bajnokságon is a döntőben szenvedett vereséget Asbóth Józseftől. Összesen huszonhárom bajnoki címet szerzett pályafutása során (egyesben négyet, párosban négyet, vegyes párosban hármat, csapatban hármat, a magyar nemzetközi bajnokságokon egyesben egyet, párosban négyet, vegyes párosban négyet), ezek közül nyolcat már a háború után.
1936-ban megnyerte Budapest nemzetközi bajnokságát, a magyar nemzetközi bajnokságot, és a magyar bajnokságot is. 1937-ben megnyerte Ausztria nemzetközi teniszbajnokságát, és Újpesten a fedettpályás bajnokságot, az úgynevezett bajnokok tornáját.
1938-ban ismét első helyezést szerez a Budapest bajnokságon,  és megnyeri Németország nemzetközi bajnokságát. A négy Grand Slam-torna után a világ ötödik legerősebb tornájának tartott versenyen előtte ez csak Kehrling Bélának sikerült 1924-ben.
A Grand Slam tornákon 1939-ben érte el legjobb eredményeit, a Roland Garroson az elődöntőig jutott, ahol az első kiemelt későbbi wimbledoni bajnok Riggstől szenvedett vereséget, Wimbledonban a 4. körig jutott.
Kétszer nyert csapatával országos bajnokságot, 1936-ban  a MAC-cal és 1943-ban az UTE-val. 1941-ben tagja volt a Közép-európai Kupát (Trofeo Roma) nyert csapatnak.
16 találkozón 32 alkalommal szerepelt a magyar válogatottban, de hivatásos múltja miatt egyszer sem lehetett a magyar Davis-kupa csapat tagja, annak ellenére sem, hogy 1937-ben a nemzetközi szövetség is elismerte amatőr státuszát, a Davis-kupa rendezősége azonban ezt fenntartásokkal fogadta. Ebben az is szerepet játszhatott, hogy bátyjával egy közös sportszerüzletnek volt a tulajdonosa, amelyben a nevével ellátott ütőket is árultak. Emiatt a Magyar Sportkereskedők Országos Szövetsége profivád miatt feljelentette. Tekintettel arra, hogy az amatőrszabályzat semmi kifogásolnivalót nem talált abban, ha játékosok saját gyártmányú ütőiket hozzák forgalomba, a följelentésnek nem sok sikere volt. Néhány héttel korábban az anyaegyesülete, a MAC vádolta meg az amatőrszabályzat megsértésével, amikor egyesületet váltott. Feljelentésük szerint az egyesületet egy jobb állás megszerzése miatt hagyta el. A szövetség fegyelmi bizottsága nem látott okot arra, hogy eljárást indítson, mert „aki állást kap, még nem profi”. A korabeli híradás ezzel zárul: „Ez a döntés is amellett bizonyít, hogy az a bizonyos határvonal, amely a kedvtelésből sportolót a hivatásos játékostól elválasztja, egyre inkább elmosódik.” A sportszerüzletben a tulajdonát 1940-ben megszüntette,  de a Davis-kupában ezt követően sem szerepelt.

## Díjai, kitüntetései
- 1938: Arany testnevelési érem[26]

## Emlékezete
- 1978-tól évente megrendezik a Szigeti Ottó-emlékversenyt.